# رحمت اکبری
رحمت‌الله اکبری (متولد ٢٠ ژوئن ٢٠٠٠) بازیکن حرفه‌ای فوتبال افغان-استرالیایی از قوم هزاره است که در جاغوری، ولایت غزنی، افغانستان متولد شده‌است. او در پست هافبک برای باشگاه فوتبال بریزبن رور بازی می‌کند.

## حرف باشگاهی

### بریزبن رور
در ٦ اکتبر ٢٠١٧، اکبری اولین بازی حرفه‌ای خود را در دور ابتدایی فصل ١٨-٢٠١٧ انجام داد و در دقیقه ٨٣ جایگزین نیکولاس دآگوستینو شد زیرا بریزبن رور برابر ملبورن سیتی در ٢-٠ شکست خورد.

### ملبورن ویکتوری
اکبری در اکتبر ٢٠١٨ با وام یک ساله به ملبورن ویکتوری پیوست. او اولین پیروزی خود را در ١١ نوامبر ٢٠١٨ انجام داد و در دقیقه ٨٩ جایگزین جیمز ترویسی شد زیرا آنها در خانه با نتیجه ١-٤ بازیکنان سنترال کوئست مارینرز را شکست دادند.

### بازگشت به بریزبن رور
در ٤ ژوئن ٢٠١٩، اعلام شد که اکبری پس از اتمام قرارداد خود با ملبورن ویکتوری، دوباره به بریزبن رور بازگشت.

## زندگی شخصی
اکبری در افغانستان و در یک خانواده قومی هزاره متولد شد، قبل از اینکه خانواده اش در سال ٢٠٠٥ به عنوان پناهنده به جنوب شرقی کوئینزلند مهاجرت کنند، او در پنج سال اول زندگی خود در پاکستان بزرگ شد. وی به دلیل رگ افغانستانی خود به نمایندگی از تیم ملی فوتبال افغانستان در بازی‌میکند.